# Пукеній-Мошнень
Пукеній-Мошнень, Пукеній-Мошнені (рум. Puchenii-Moșneni) — село у повіті Прахова в Румунії. Входить до складу комуни Пукеній-Марі.
Село розташоване на відстані 41 км на північ від Бухареста, 14 км на південь від Плоєшті, 100 км на південь від Брашова.

## Населення
За даними перепису населення 2002 року у селі проживали 1425 осіб, з них 1424 особи (99,9%) румунів. Рідною мовою 1424 особи (99,9%) назвали румунську.